# Malthonea obyuna
Malthonea obyuna är en skalbaggsart som beskrevs av Martins och Maria Helena M. Galileo 2005. Malthonea obyuna ingår i släktet Malthonea och familjen långhorningar. Inga underarter finns listade i Catalogue of Life.